# Colli Etruschi Viterbesi Sangiovese rosato
Il Colli Etruschi Viterbesi Sangiovese rosato è un vino DOC la cui produzione è consentita nella provincia di Viterbo.

## Caratteristiche organolettiche
- colore: rosa più o meno intenso talvolta con riflessi violacei
- odore: intenso, delicato, gradevole
- sapore: secco o amabile, armonico, equilibrato, talvolta fresco e vivace

## Produzione
Provincia, stagione, volume in ettolitri
- Viterbo  (1996/97)  519,61